# Revendication anglaise du trône français

Armoiries du roi d'Angleterre Édouard III.

De 1340 à 1801, excepté lors de brefs intervalles dans les années 1360 à 1420, les rois et reines d'Angleterre et d'Irlande, et plus tard de Grande-Bretagne, ont revendiqué le trône du Royaume de France. La revendication date d'Édouard III, qui a réclamé le trône de France en 1340 en tant que neveu sororal du dernier capétien direct Charles IV. Édouard III et ses héritiers ont combattu lors de la Guerre de Cent Ans afin d'appliquer cette revendication. Ils ont temporairement réussi dans les années 1420 sous Henri V et Henri VI, mais la maison de Valois, branche cadette de la dynastie capétienne, a finalement gagné la guerre et conservé le trône. Malgré cela, les monarques anglais, puis britannique, ont continué de se faire appeler rois de France, et la fleur de lys française a été incluse dans les armoiries royales. La revendication dura jusqu'en 1801, date à laquelle la France n'avait plus de monarque, étant devenue une république.